# Auguste-Louis-Dominique Delpech
Ne pas confondre avec le sénateur Auguste Delpech (1846-1935).
Auguste-Louis-Dominique Delpech, né à Paris (ancien 10e arrondissement) le 3 août 1818 et mort à Croissy-Beaubourg le 5 septembre 1880, est un médecin et homme politique français du XIXe siècle.

## Biographie
Auguste-Louis-Dominique Delpech est le fils de Blaise-Marguerite Delpech (1787-18..), docteur en médecine dont le cabinet se trouvait rue du Bac. Selon Vapereau, il serait de la famille du docteur Jacques-Mathieu Delpech, professeur de chirurgie à la Faculté de médecine de Montpellier. Auguste Delpech est le cousin de Jean-Baptiste Drouin.

### Carrière médicale
Élève du collège Saint-Louis, Auguste Delpech étudie à la Faculté de médecine de Paris à partir de 1836. Disciple du professeur Trousseau et interne des hôpitaux de Paris depuis 1840, il devient docteur en 1846 avant d'exercer dans plusieurs hôpitaux de la capitale, et notamment à Necker, où il deviendra médecin en chef.
Professeur agrégé à la Faculté de médecine depuis 1853, il est nommé membre de l'Académie impériale de médecine en 1864. Auteur de nombreuses publications scientifiques, Delpech s'intéresse tout particulièrement aux épidémies et aux questions d'hygiène. En 1867, il succède à Jobert de Lamballe au sein du Conseil d'hygiène publique et de salubrité de la Seine.
Médaille d'or du Prix Montyon en 1845 pour son Mémoire sur les épidémies de l'année 1844, Auguste Delpech est nommé chevalier de la Légion d'honneur en 1849 pour des soins donnés aux cholériques. En 1866, au retour d'une mission en Allemagne, où le gouvernement l'avait envoyé étudier la trichinose, il est promu officier de cet ordre, dans lequel il accède au rang de commandeur en 1871 après avoir exercé à l'hôpital militaire du Gros-Caillou pendant le siège de la capitale. Le docteur Delpech est également titulaire de nombreuses décorations étrangères (chevalier des ordres de Léopold et d'Albert de Saxe, officier du Médjidié, commandeur de l'ordre du Lion et du Soleil).

#### Travaux sur la toxicité du disulfure de carbone
Auguste Delpech est passé à la postérité pour ses travaux sur les effets dévastateurs du disulfure de carbone (alors appelé sulfure de carbone) sur la santé humaine. Il est en effet le premier à en faire une description précise et complète.
En janvier 1856, il présente à l'Académie de médecine un mémoire intitulé «Les accidents que développent, chez des ouvriers du caoutchouc, l’inhalation de sulfure de carbone en vapeur.». Cette substance est alors utilisée dans l'industrie du caoutchouc, où la vulcanisation à froid permet de rendre le caoutchouc naturel moins gluant et cassant. L'étude de Delpech porte sur 24 ouvriers et il y décrit les effets neurotoxiques dévastateurs du sulfure de carbone sur la santé des ouvriers. Si le sulfure de carbone (actuellement appelé disulfure de carbone) est susceptible de perturber gravement différentes fonctions organiques, il note que les symptômes les plus fréquents sont des atteintes relatives au fonctionnement cognitif et à la santé mentale : « Troubles intellectuels.-Affaiblissement de la mémoire ; vague et confusion dans les idées. Accès alternatifs de gaieté folle et d'emportement maniaque. Insomnie, agitation plus ou moins vives ; rêves pénibles; réveils en sursaut la nuit. Le jour, somnolence, abattement, état de torpeur et d'inertie.»

### Engagement politique
Proche de la droite catholique depuis la Deuxième République (il avait été le premier à annoncer le coup d’État du 2 décembre 1851 à Montalembert), Auguste Delpech se lance en politique au début de la Troisième République dans son arrondissement natal (devenu le 7e arrondissement en 1860), où il avait déjà exercé les responsabilités de secrétaire de la Commission d'hygiène publique et de salubrité sous le Second Empire.
Malgré des démarches auprès de l'influente Union parisienne de la presse (qui soutient des conservateurs, monarchistes ou républicains très modérés), son nom n'est pas retenu par celle-ci lors des élections municipales du 30 juillet 1871. Néanmoins, il n'est distancé que de 242 voix (sur 1 943 votants) par le candidat de l'Union parisienne, le notaire Victor-Auguste Frémyn, qui est élu conseiller municipal du quartier des Invalides à l'issue du premier tour.
Frémyn ayant démissionné à la fin de l'année 1875, Delpech se présente au scrutin partiel du 28 mai 1876. Affrontant le pharmacien Mattei, candidat républicain soutenu par Charles-Félix Frébault, il est élu dès le premier tour avec 1 109 voix sur 1 581 votants contre seulement 430 à Mattei.
Réélu au premier tour le 6 janvier 1878, avec 1 141 voix sur 1 801 votants (et ayant même obtenu 103 voix dans le quartier voisin de Saint-Thomas-d'Aquin, où les cléricaux avaient appelé à voter pour lui par faute de candidat), il siège aux côtés des monarchistes et des catholiques de la minorité conservatrice du conseil. À ce titre, il s'oppose vivement à l'anticléricalisme de la majorité radicale, en prenant notamment la défense de l'enseignement des Frères de la doctrine chrétienne et de la présence des sœurs dans les hôpitaux. Il est également conseiller général de la Seine.
L'après-midi du 5 septembre 1880, alors qu'il participe à l'ouverture de la chasse près d'Émerainville sous une chaleur torride, Auguste Delpech est frappé d'une congestion cérébrale et meurt au lieu-dit « La Remise » à Croissy-Beaubourg. Les obsèques ont lieu cinq jours plus tard : après une cérémonie religieuse en l'église Saint-François-Xavier, l'inhumation a lieu au cimetière de Meudon. Un incident a lieu lors du discours du conseiller municipal Louis-Auguste Cadet, ce dernier ayant déclaré que le docteur, attaché à la minorité conservatrice uniquement par son éducation, aurait bientôt fini par rejoindre la majorité, ce qui provoque la réaction indignée de l'une des filles du défunt.

## Sources bibliographiques
- Ernest Glaeser, Biographie nationale des contemporains, Paris, Glaeser, 1878, p. 172-173.
- Fernand Drujon, Rapport général sur les travaux du Conseil d'hygiène publique et de salubrité du département de la Seine, Paris, 1897, p. LXIII.
- (en) R. R. O'Flynn et H. A. Waldron, « Delpech and the Origins of Occupational Psychiatry », British Journal of Industrial Medicine, vol. 47, no 3,‎ 1990, p. 189-198 (lire en ligne). .